# Второе правительство Мишустина
Список министерств, действующих с мая 2024 года, см. в статье: Структура федеральных органов исполнительной власти России.
В статье даются сведения о составе Правительства Российской Федерации под председательством М. В. Мишустина в период с 14 мая 2024 года.

## Переназначение Мишустина
10 мая 2024 года президент Владимир Путин предложил Государственной думе переназначить Михаила Мишустина на пост председателя правительства. В этот же день Госдума провела заседание, посвящённое утверждению кандидатуры премьера. Перед процедурой голосования Михаил Мишустин озвучил приоритеты деятельности нового правительства. Кабинет министров сосредоточится на шести основных направлениях работы, базой для которых стало послание президента Федеральному собранию 2024 года: укрепление экономики; обеспечение технологического суверенитета; цифровая трансформация; народосбережение и поддержка семей с детьми; повышение благосостояния и доходов граждан; сбалансированное развитие регионов и инфраструктуры. Депутаты Госдумы утвердили Михаила Мишустина в должности премьер-министра 375 голосами «за», воздержалось — 57, против — не проголосовал никто. За утверждение Мишустина председателем правительства проголосовало 375 депутатов, 57 — воздержалось (депутаты от КПРФ), проголосовавших «против» не было. После чего Владимир Путин подписал указ о назначении Михаила Мишустина премьер-министром.
| Фракция                           | Депутаты | За  | Против | Воздержались | Не голосовали | Вакантные места |
| --------------------------------- | -------- | --- | ------ | ------------ | ------------- | --------------- |
| Единая Россия                     | 324      | 310 | 0      | 0            | 14            | 0               |
| КПРФ                              | 57       | 0   | 0      | 57           | 0             | 0               |
| СРЗП                              | 28       | 26  | 0      | 0            | 2             | 0               |
| ЛДПР                              | 23       | 22  | 0      | 0            | 1             | 0               |
| Новые люди                        | 15       | 15  | 0      | 0            | 0             | 0               |
| Независимые депутаты              | 2        | 2   | 0      | 0            | 0             | 0               |
| Общий результат                   | 449      | 375 | 0      | 57           | 18            | 1               |
| Справка о результатах голосования |          |     |        |              |               |                 |

## Порядок формирования
Второе правительство Мишустина впервые формировалось в соответствии с поправками к Конституции России 2020 года, в соответствии с которым президент назначает председателя правительства, его заместителей и федеральных министров только после их утверждения Государственной думой. Эти нормы не распространяются на глав МИД, МВД, МЧС, Минюста и Минобороны, которые назначаются президентом после консультаций с Советом Федерации.
11 мая 2024 года Мишустин внёс на рассмотрение в Государственную думу кандидатуры 10 заместителей председателя правительства (включая первого заместителя) и 21 федерального министра. 13 мая Госдума утвердила всех предложенных заместителей председателя правительства. 14 мая Госдума утвердила федеральных министров. Вечером 14 мая новый состав правительства был утверждён президентом России Владимиром Путиным, который подписал соответствующие указы.

## Структура правительства
11 мая 2024 года Владимир Путин утвердил структуру нового правительства в составе председателя, десяти заместителей (включая первого заместителя) и 21-го министерства.

## Члены Правительства
Наименования должностей членов Правительства приводятся так, как они официально именуются.
| Второе правительство Мишустина | Второе правительство Мишустина | Второе правительство Мишустина | Второе правительство Мишустина | Второе правительство Мишустина | Второе правительство Мишустина |
| --- | ------------------------------ | ------------------------------ | ------------------------------ | ------------------------------ | ------------------------------ |
| Статус членов Правительства: Кандидатура, утверждённая Государственной думой Кандидатура, не требующая утверждения Думой Кандидатура отклонена Думой либо отозвана Кандидатура ожидает утверждения Отправлен в отставку Умер в должности |                                |                                |                                |                                |                                |
| Должность | Портрет                        | Имя и фамилия                  | Партия                         | Партия                         | Срок пребывания в должности    |
| Председатель Правительства Российской Федерации |                                | Михаил Мишустин                |                                | Беспартийный                   | с 16 января 2020               |
| Заместители председателя правительства |                                |                                |                                |                                |                                |
| Первый заместитель председателя Правительства Российской Федерации по вопросам промышленности, торговли и ракетно-космической отрасли |                                | Денис Мантуров                 |                                | Беспартийный                   | с 14 мая 2024                  |
| Заместитель председателя Правительства Российской Федерации по вопросам культуры, здравоохранения, социальной защиты и национальной политики                                                                                             |                                | Татьяна Голикова               |                                | Единая Россия                  | с 18 мая 2018                  |
| Заместитель председателя Правительства Российской Федерации — руководитель аппарата правительства Российской Федерации. Курирует финансовую политику, цифровое развитие и связь                                                          |                                | Дмитрий Григоренко             |                                | Беспартийный                   | с 21 января 2020               |
| Заместитель председателя Правительства Российской Федерации по вопросам экономического развития и топливно-энергетического комплекса |                                | Александр Новак                |                                | Беспартийный                   | с 10 ноября 2020               |
| Заместитель председателя Правительства Российской Федерации по вопросам сотрудничества со странами СНГ, БРИКС, G20 и международных мероприятий                                                                                           |                                | Алексей Оверчук                |                                | Беспартийный                   | с 21 января 2020               |
| Заместитель председателя Правительства Российской Федерации по вопросам агропромышленного комплекса, природных ресурсов и экологии |                                | Дмитрий Патрушев               |                                | Беспартийный                   | с 14 мая 2024                  |
| Заместитель председателя Правительства Российской Федерации по вопросам транспорта и логистики |                                | Виталий Савельев               |                                | Единая Россия                  | с 14 мая 2024                  |
| Заместитель председателя Правительства Российской Федерации — полномочный представитель Президента Российской Федерации в Дальневосточном федеральном округе Курирует развитие Дальнего Востока и Арктики                                |                                | Юрий Трутнев                   |                                | Единая Россия                  | с 31 января 2013               |
| Заместитель председателя Правительства Российской Федерации по вопросам строительства, ЖКХ и регионального развития |                                | Марат Хуснуллин                |                                | Беспартийный                   | с 21 января 2020               |
| Заместитель председателя Правительства Российской Федерации по вопросам образования, науки, молодёжной политики, СМИ, туризма и спорта                                                                                                   |                                | Дмитрий Чернышенко             |                                | Беспартийный                   | с 21 января 2020               |
| Министры |                                |                                |                                |                                |                                |
| Министр промышленности и торговли |                                | Антон Алиханов                 |                                | Единая Россия                  | с 14 мая 2024                  |
| Министр обороны |                                | Андрей Белоусов                |                                | Беспартийный                   | с 14 мая 2024                  |
| Министр спорта |                                | Михаил Дегтярёв                |                                | ЛДПР                           | с 14 мая 2024                  |
| Министр природных ресурсов и экологии |                                | Александр Козлов               |                                | Единая Россия                  | с 10 ноября 2020               |
| Министр внутренних дел |                                | Владимир Колокольцев           |                                | Беспартийный                   | с 21 мая 2012                  |
| Министр труда и социальной защиты |                                | Антон Котяков                  |                                | Беспартийный                   | с 21 января 2020               |
| Министр просвещения |                                | Сергей Кравцов                 |                                | Единая Россия                  | с 21 января 2020               |
| Министр по делам гражданской обороны, чрезвычайным ситуациям и ликвидации последствий стихийных бедствий |                                | Александр Куренков             |                                | Беспартийный                   | с 22 мая 2022                  |
| Министр иностранных дел |                                | Сергей Лавров                  |                                | Беспартийный                   | с 9 марта 2004                 |
| Министр сельского хозяйства |                                | Оксана Лут                     |                                | Беспартийная                   | с 14 мая 2024                  |
| Министр культуры |                                | Ольга Любимова                 |                                | Беспартийная                   | с 21 января 2020               |
| Министр здравоохранения |                                | Михаил Мурашко                 |                                | Беспартийный                   | с 21 января 2020               |
| Министр экономического развития |                                | Максим Решетников              |                                | Единая Россия                  | с 21 января 2020               |
| Министр финансов |                                | Антон Силуанов                 |                                | Единая Россия                  | с 16 декабря 2011              |
| Министр транспорта |                                | Роман Старовойт                |                                | Единая Россия                  | 14 мая 2024 — 7 июля 2025      |
| Министр транспорта |                                | Андрей Никитин                 |                                | Единая Россия                  | с 8 июля 2025                  |
| Министр строительства и жилищно-коммунального хозяйства |                                | Ирек Файзуллин                 |                                | Беспартийный                   | с 10 ноября 2020               |
| Министр науки и высшего образования |                                | Валерий Фальков                |                                | Единая Россия                  | с 21 января 2020               |
| Министр энергетики |                                | Сергей Цивилёв                 |                                | Единая Россия                  | с 14 мая 2024                  |
| Министр по развитию Дальнего Востока и Арктики |                                | Алексей Чекунков               |                                | Беспартийный                   | с 10 ноября 2020               |
| Министр юстиции |                                | Константин Чуйченко            |                                | Беспартийный                   | с 21 января 2020               |
| Министр цифрового развития, связи и массовых коммуникаций |                                | Максут Шадаев                  |                                | Беспартийный                   | с 21 января 2020               |
| |                                |                                |                                |                                |                                |

| Должность | Фамилия, имя       | Срок пребывания в должности |
| --- | ------------------ | --------------------------- |
| Руководитель Федерального агентства по делам Содружества Независимых Государств, соотечественников, проживающих за рубежом и по международному гуманитарному сотрудничеству (под руководством Министерства иностранных дел) | Евгений Примаков   | с 25 июня 2020              |
| Руководитель Федеральной службы по техническому и экспортному контролю (под руководством Министерства обороны) | Владимир Селин     | с 26 мая 2011               |
| Руководитель Федеральной службы исполнения наказаний (под руководством Министерства юстиции) | Аркадий Гостев     | с 25 ноября 2021            |
| Руководитель Федеральной службы судебных приставов (под руководством Министерства юстиции) | Дмитрий Аристов    | с 20 марта 2017             |
| Федеральная служба по надзору в сфере здравоохранения (под руководством Министерства здравоохранения) | Алла Самойлова     | с 9 апреля 2020             |
| Руководитель Федеральной службы по гидрометеорологии и мониторингу окружающей среды (под руководством Министерства природных ресурсов и экологии)                                                                           | Игорь Шумаков      | с 9 октября 2019            |
| Руководитель Федеральной службы по надзору в сфере природопользования (под руководством Министерства природных ресурсов и экологии)                                                                                         | Светлана Радионова | с 24 декабря 2018           |
| Руководитель Федерального агентства водных ресурсов (под руководством Министерства природных ресурсов и экологии) | Дмитрий Кириллов   | с 25 февраля 2019           |
| Руководитель Федерального агентства лесного хозяйства (под руководством Министерства природных ресурсов и экологии) | Иван Советников    | с 12 апреля 2021            |
| Руководитель Федерального агентства по недропользованию (под руководством Министерства природных ресурсов и экологии) | Евгений Петров     | с 11 ноября 2021            |
| Руководитель Федерального агентства по техническому регулированию и метрологии (под руководством Министерства промышленности и торговли)                                                                                    | Антон Шалаев       | с 28 декабря 2020           |
| Руководитель Федеральной службы по ветеринарному и фитосанитарному надзору (под руководством Министерства сельского хозяйства)                                                                                              | Сергей Данкверт    | с 30 июня 2004              |
| Руководитель Федерального агентства по рыболовству (под руководством Министерства сельского хозяйства) | Илья Шестаков      | с 17 января 2014            |
| Руководитель Федеральной службы по надзору в сфере транспорта (под руководством Министерства транспорта) | Виктор Басаргин    | с 10 февраля 2017           |
| Руководитель Федерального агентства воздушного транспорта (под руководством Министерства транспорта) | Дмитрий Ядров      | с 15 сентября 2023          |
| Руководитель Федерального дорожного агентства (под руководством Министерства транспорта) | Роман Новиков      | с 30 января 2021            |
| Руководитель Федерального агентства железнодорожного транспорта (под руководством Министерства транспорта) | Алексей Дружинин   | с 28 января 2022            |
| Руководитель Федерального агентства морского и речного транспорта (под руководством Министерства транспорта) | Андрей Тарасенко   | с 29 марта 2024             |
| Руководитель Федеральной службы по труду и занятости (под руководством Министерства труда и социальной защиты) | Михаил Иванков     | с 6 апреля 2019             |
| Руководитель Федеральной налоговой службы (под руководством Министерства финансов) | Даниил Егоров      | с 17 января 2020            |
| Руководитель Федеральной пробирной палаты (под руководством Министерства финансов) | Юрий Зубарев       | с 2 марта 2020              |
| Руководитель Федеральной службы по контролю за алкогольным и табачным рынками (под руководством Министерства финансов) | Игорь Алёшин       | с 11 июля 2018              |
| Руководитель Федеральной таможенной службы (под руководством Министерства финансов) | Валерий Пикалёв    | с 14 мая 2024               |
| Руководитель Федерального казначейства (под руководством Министерства финансов) | Роман Артюхин      | с 5 октября 2007            |
| Руководитель Федерального агентства по управлению государственным имуществом (под руководством Министерства финансов) | Вадим Яковенко     | с 21 декабря 2018           |
| Руководитель Федеральной службы по надзору в сфере связи, информационных технологий и массовых коммуникаций (под руководством Министерства цифрового развития, связи и массовых коммуникаций Российской Федерации)          | Андрей Липов       | с 29 марта 2020             |
| Руководитель Федеральной службы по аккредитации (под руководством Министерства экономического развития) | Назарий Скрыпник   | с 7 апреля 2020             |
| Руководитель Федеральной службы государственной статистики (под руководством Министерства экономического развития) | Сергей Галкин      | с 11 мая 2022               |
| Руководитель Федеральной службы по интеллектуальной собственности (под руководством Министерства экономического развития)                                                                                                   | Юрий Зубов         | с 17 февраля 2022           |